# Jarosław Zawadzki
Jarosław Józef Zawadzki (ur. 4 czerwca 1960) – polski fizyk i inżynier, profesor nauk technicznych. Specjalizuje się w inżynierii i ochronie środowiska oraz inżynierii produkcji; w szczególności w: analizie ryzyka ekologicznego, pomiarach środowiska, geostatystyce, teledetekcji powierzchni ziemi oraz w statystyce i fizyce środowiska. Nauczyciel akademicki Wydziału Instalacji Budowlanych, Hydrotechniki i Inżynierii Środowiska Politechniki Warszawskiej.

## Życiorys
Liceum ogólnokształcące ukończył w Krośnie Odrzańskim (1979). Studia z fizyki technicznej odbył na Politechnice Warszawskiej (dyplom w 1985). Stopień doktorski z fizyki otrzymał w 1994 w Instytucie Fizyki PAN na podstawie pracy pt. Badanie magnetycznych przejść fazowych w związku międzymetalicznym HoCo3Ni2 (promotorem pracy była prof. Ritta Szymczak). Habilitował się zaś na Politechnice Warszawskiej w zakresie inżynierii środowiska w 2006 na podstawie oceny dorobku naukowego i rozprawy Wykorzystanie metod geostatycznych w badaniach środowiska przyrodniczego. Tytuł naukowy profesora nauk technicznych został mu nadany w 2015 roku. 
Był badaczem zatrudnionym m.in. w Instytucie Chemii Fizycznej PAN oraz w Instytucie Fizyki PAN. Od 1996 pracuje na Politechnice Warszawskiej, gdzie zajmuje stanowisko profesora zwyczajnego i kierownika w Zakładzie Informatyki i Badań Jakości Środowiska Wydziału Instalacji Budowlanych, Hydrotechniki i Inżynierii Środowiska. W pracy badawczej zajmuje się takimi zagadnieniami jak: badania zanieczyszczenia gleby i wód z wykorzystaniem geochemii i magnetometrii, badania zagrożenia metanowego w kopalniach, planowanie sieci pomiarowych, ryzyko ekologiczne, badania geologiczne, badania satelitarne (np. wilgotności gleby i jej wpływu na klimat, zdalne obserwacje ekosystemów roślinnych) oraz materiały ekologiczne - twarde magnetyki i nadprzewodniki.
Prowadzi zajęcia m.in. ze statystyki, metod statystycznych w badaniach środowiska, geostatystyki oraz teledetekcji. Jest członkiem szeregu krajowych i międzynarodowych towarzystw naukowych i technicznych, m.in. Geostatical Association of Southern Africa (GASA, od 2007) oraz Polskiego Towarzystwa Informacji Przestrzennej (od 2007). W latach 2009–2011 był członkiem rady redakcyjnej czasopisma "Ekonomika i Organizacja Przedsiębiorstwa". Od 2011 jest członkiem redakcji czasopisma "Systemy Zarządzania w Inżynierii Produkcji", a od 2013 jest członkiem komitetu redakcyjnego czasopisma "International Agrophysics" wydawanego przez Instytut Agrofizyki PAN.
Artykuły publikował m.in. w takich czasopismach jak: "Ecological Chemistry and Engineering", "Journal of Magnetism and Magnetic Materials", "Environmental Monitoring and Assessment" oraz "Studia Geophysica et Geodaetica".